# Mo’ Horizons
Mo’ Horizons – niemiecka grupa muzyczna, wykonująca muzykę elektroniczną z pogranicza gatunków downtempo, acid-jazz, nu jazz, soul, funk, dub, trip hop, big beat, bossa nova, boogaloo, drum’n’bass.
Grupę założyli pod koniec lat 90. XX w. pochodzący z Hanoweru DJ-e: Ralf Droesemeyer i Mark Wetzler. Pierwszy album, Come Touch The Sun wydali 26 października 1999 r. w wytwórni Stereo Deluxe. Po opublikowaniu czwartego albumu, Some More Horizons (2005) założyli własną wytwórnię muzyczną – Agogo Records.
Nagrania grupy Mo’ Horizons znajdywały się wielokrotnie na różnych składankach muzycznych, były także remiksowane przez innych artystów, w tym np. Nicola Conte, Swag, Skeewiff, Bobby Hughes, Only Child.

## Dyskografia
- Come Touch The Sun (1999, Stereo Deluxe)[5]
- Remember Tomorrow (2001, Stereo Deluxe)[5]
- …And The New Bohemian Freedom (2003, Inertia)[5]
- Some More Horizons (2005, Stereo Deluxe)[5]
- Sunshine Today (2007, Agogo i Rip Curl)[5]
- Ten Years Of… (2008, Agogo, wydawnictwo dwupłytowe)[6]